# فيليس غونزاليس- توريس
فيليس غونزاليس- توريس (26 نوفمبر 1957- 9 يناير 1996) فنان تشكيلي أمريكي كوبي المولد. عاش وعمل بدايةً في مدينة نيويورك بين عامي 1979 و1995 بعد التحاقه بالجامعة في بورتو ريكو. تشتمل ممارسة غونزاليس توريس الفنية على مفردات بصرية بسيطة وأعمال فنية معينة مكونة من مواد حياتية اعتيادية، مثل أشرطة المصابيح الكهربائية وساعات حائطية مزدوجة وأكوام من الورق وحلويات مغلفة بشكل فردي. عُرف عن غونزاليس- توريس تقديمه إسهامات مهمة في مجال الفن المفاهيمي خلال ثمانينيات وتسعينيات القرن العشرين. استمرت ممارسته في التأثير والتأثر بالخطابات الثقافية الراهنة. توفي غونزاليس- توريس في ميامي عام 1996 جراء إصابته بمرض متعلق بالإيدز.

## عمله
دُرّب غونزاليس- توريس ليكون مصورًا فوتوغرافيًا وتضمنت أعماله هذه الأداة التصويرية بطرق مختلفة، عُرف جيدًا بأعماله التي تحول المواد الاعتيادية إلى تركيبات تعزز استجابات هادفة لدى الجمهور المتلقي، بالإضافة إلى أعمال يمكن للجمهور أن يختارها ليتفاعل معها ماديًا، وأعمال أخرى قد تعبر عن نفسها بشكل جديد فيمكن أن تتغير في كل مرة تُعرض فيها. صرح غونزاليس- توريس «التغيير هو الشيء الوحيد الثابت»، ولطالما شكك في ثبات الهدف الفني.
أدخل غونزاليس-توريس معلومات وصيغ متنافرة عن قصد خلال الكثير من ممارساته. تضمنت الأمثلة عن هذه التناقضات، الطريقة التي نظم بها الدورات التدريبية كأستاذ، وكيف كتب البيانات الصحفية والنصوص وكيف ألقى المحاضرات وشارك في المقابلات ووضع استراتيجيات متنوعة لكل مجموعة من الأعمال. أحد الأمثلة على وجه الخصوص، الطريقة التي نظم بها غونزاليس- توريس محاضرة أثناء معرض فردي لأعماله في جمعية النهضة في جامعة شيكاغو عام 1994. فبعد عرض شرائح لأعمال فنية متنوعة ومعارض ضمت أعماله، شرع غونزاليس- توريس في قراءة بيان معد مسبقًا ينظر في العجز الوطني الحالي ومخصصات الميزانية الحكومية للإسكان العام مقابل الإنفاق العسكري ونسب الفقر والاعتقال والتوزيع غير العادل للثروة. أنهى المحاضرة باقتباس من مقالة في نيويورك تايمز، تؤسس لميراث من الصراعات حول موضوع فصل الكنيسة عن الدولة. كان الهدف من هذه المنهجية تعزيز حق الأفراد ومسؤوليتهم في امتلاك وجهة نظر خاصة بهم.
مع الوقت، تُرجم العمل عبر وجهات نظر نقدية متنوعة مثل: البناء الذاتي للتواريخ ومسائل الأثر والتعلق بالديمومة، عمق الحب والشراكة، الرموز والمرونة التي يحملها الحب الكويري، دور الملكية وتصورات عن القيمة والسلطة، خطابات حول الموت والفقد واحتمالية الإحياء من جديد، مسائل عن العرض وشروط الاستقبال، مفاهيم عدم التعرف على الهوية، دور وفتنة الجمال، وأجر السخاء ونتائجه، الترسيم التعسفي للحدود بين الخاص والعام، العبيد/ الأماكن، الأبعاد الاجتماعية والسياسية والشخصية لوباء الإيدز، مسائل البنى الاقتصادية والسياسية القائمة، احتلال الهوامش واختراق مراكز السلطة، عدم استقرار اللغة ومضامينها مقابل ما هو مشار إليه، الأشكال/الاستجابات الجسدية للمعرفة وما إلى ذلك. في صميم العديد من أعمال الفنان، تتجلى التجربة المادية بالإضافة إلى القدرة على التعبير بوضوح ضمن الظروف المتغيرة باستمرار.
صرح غونزاليس- توريس أن عمله يتطلب جمهورًا معتنقًا لنظرية برتولت بريشت في المسرح الملحمي. تعني هذه النظرية استعداد فرد من الجمهور لأن يمتلك استجابة فردية تجاه أداء ما، الأمر الذي يقودهم إلى إحداث تغيير في العالم. لذا حرص غونزاليس- توريس على إبقاء عمله منفتحًا دومًا أمام التفسيرات الجديدة والمتغيرة. في حين أن عمل غونزاليس هو عمل مفاهيمي، إلى أن الخصائص الرسمية للعمل قوية في قدرتها على استنباط الاستجابات العاطفية الفردية من كل متلقي. «عملي عبارة عن التفاعل اليومي مع الأحداث، والأشياء التي تشكل وتتحول وتؤثر على وضعي».

### فئات ومجموعات العمل
غالبًا ما تعكس فئات ومجموعات العمل الطريقة التي يشير بها غونزاليس-توريس عادة إلى الأعمال في مسيرة حياته، ومن الممكن أن تنتمي بعض الأعمال إلى أكثر من فئة/ مجموعة.

#### اللوحات الإعلانية
تعود أعمال اللوحات الإعلانية إلى المدة ما بين عامي 1989 و1995. تتألف أعمال اللوحات الإعلانية من صور محددة أو نصوص تدرج ضمن نطاق لوحة إعلانية. يجب تثبيت 14 من أصل 17 لوح إعلاني في مجموعة متعددة ومتنوعة وعامة/خارجية من المواقع. (المثالي 24 موقع في وقت واحد). يعتبر توثيق كل موقع للوح الإعلاني جانبًا أساسيًا لهذه الأعمال.

#### عصافير في السماء
يعود تاريخ أعمال «عصافير في السماء» إلى المدة ما بين عامي 1989 و1995. تظهر صور العصافير في السماء عبر العديد من مجموعات أعمال غونزاليس- توريس، بما في ذلك الإعلانات الطرقية، اللقطات الثنائية والصور المؤطرة وأكوام الورق والركائز/الأرصفة والألغاز.

#### أعمال الحلويات
يعود تاريخ هذا العمل إلى الفترة ما بين عامي 1990 و1993. تتضمن أبعاد غالبية أعمال الحلويات «وزنًا مثاليًا». (يبلغ عدد الأعمال بالمجمل 20 عمل. 15 عمل منها يمتلك «أوزانًا» مثالية، قد تضاهي أربعة من هذه «الأوزان المثالية» الوزن الوسطي لجسم ذكر بالغ، وثلاثة أخرى قد تضاهي وزن جسدي ذكرين بالغين معًا.) تشتمل بيئة كل عمل من هذه الأعمال على «مورد لانهائي» بالإضافة إلى «أبعاد تختلف حسب طريقة التجميع». عندما تقدم الحلويات كعمل فني، فإنه لأمر مهم أن يُسمح للمشاهدين بأخذ قطع فردية من الحلويات، وقد يعاد ملء الحلويات أو لا يعاد في أي وقت. يمكن أيضًا لأعمال الحلويات أن توجد في أكثر من مكان في الوقت نفسه ويمكن أن تتنوع بين طريقة تجميع وأخرى بناء على تفسيرات المالك أو المقترض المعتمد، ليصبح كل عمل من هذه الأعمال متفردًا.